# 百岁山

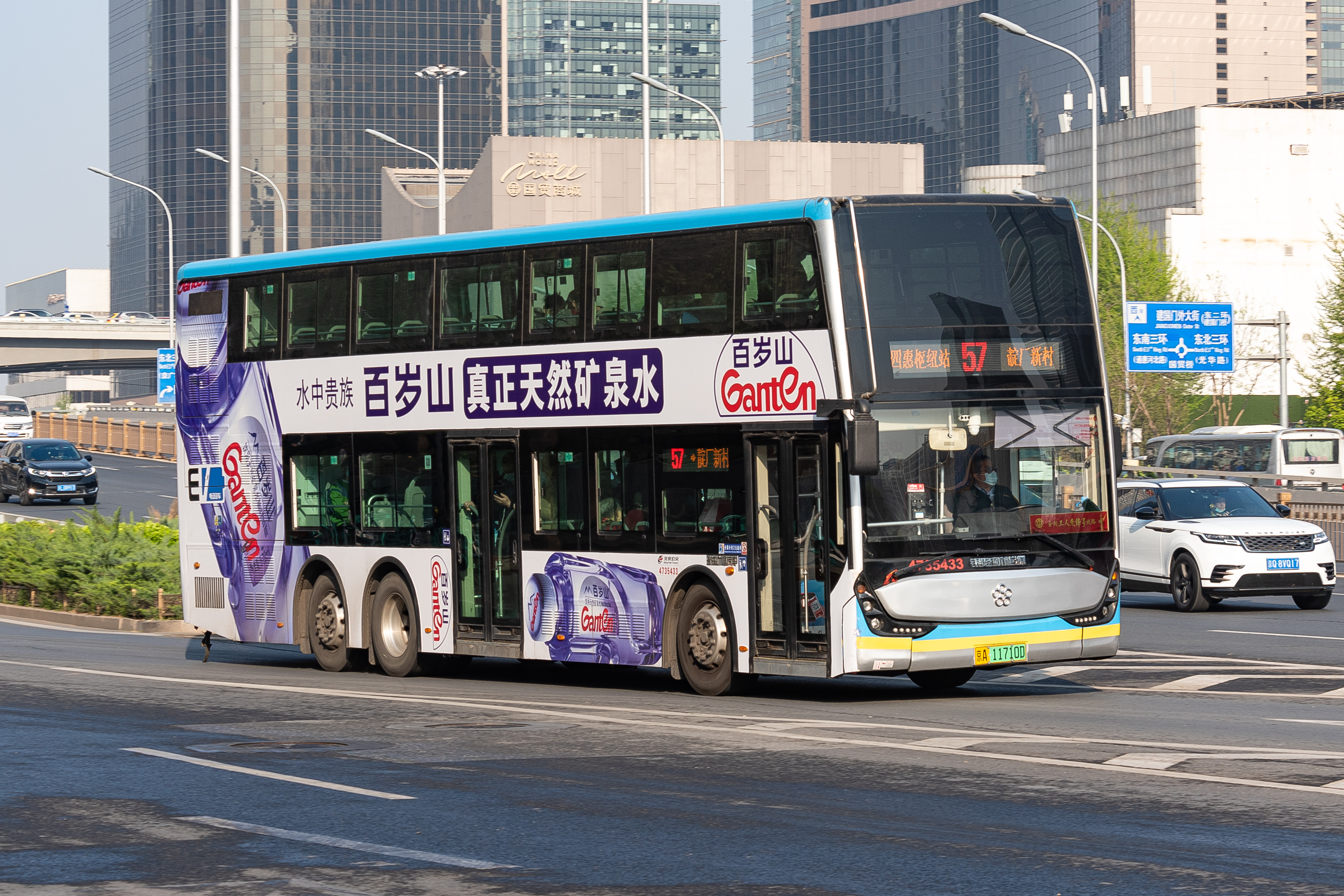
一辆披有百岁山矿泉水车身广告的双层客车

百歲山是景田（深圳）食品饮料集团有限公司生產的礦泉水，該公司於1992年在中華人民共和國廣東省深圳市成立。百岁山最大的生产基地位于罗浮山国家级风景名胜区。2018年8月30日，国际篮球联合会宣布，百岁山成为其全球合作伙伴。
2012年9月，百歲山曾涉及虛假宣傳，引發爭議。

## 外部連結
- 百岁山官网